# Constance Wu
Constance Wu, född 22 mars 1982 i Richmond i Virginia, är en amerikansk skådespelare.

## Biografi
Constance Wus föräldrar kommer från Taiwan. Hennes far är biologiprofessor vid Virginia Commonwealth University och hennes mor är programmerare.
Sedan 2015 spelar hon en av huvudrollerna i komediserien Fresh Off the Boat. År 2018 fick hon ett stort genombrott när hon spelade huvudrollen i den romantiska dramakomedin Crazy Rich Asians. Wu nominerades till flera priser för rollen, bland annat Golden Globe Award för bästa kvinnliga huvudroll i en komedi eller musikal. Hon blev då den första kvinna av asiatisk härkomst att nomineras i kategorin på 44 år.
År 2017 kom hon med på tidskriften Times lista över de 100 mest inflytelserika personerna i världen.

## Filmografi i urval
- 2012–2017 – Eastsiders (TV-serie)
- 2015–2019 – Fresh Off the Boat (TV-serie)
- 2018 – Crazy Rich Asians